# Serrata perlucida
Serrata perlucida là một loài ốc biển, thuộc động vật thân mềm chân bụng sống ở biển trong họ Marginellidae (họ ốc mép). Loài này được Boyer miêu tả khoa học lần đầu tiên năm 2008.